# 田舎館駅
田舎館駅（いなかだてえき）は、青森県南津軽郡田舎館村大字高樋字深山林にある弘南鉄道弘南線の駅である。駅番号はKK 11。

## 歴史
- 1950年（昭和25年）7月1日：開業。
- 1974年（昭和49年）10月1日：業務委託化。
- 1987年（昭和62年）11月16日：業務委託廃止、無人化。

## 駅構造
島式ホーム1面2線を持つ地上駅。かつては全定期列車が当駅で列車交換を行っていたが、2009年（平成21年）4月1日ダイヤ改正以降は日中の運行間隔60分毎の時間帯は当駅では行われない。木造駅舎を有する。無人駅である。
のりば
| 番線   | 路線    | 方向 | 行先     |
| ------ | ------- | ---- | -------- |
| 駅舎側 | ■弘南線 | 下り | 黒石方面 |
| 反対側 | ■弘南線 | 上り | 弘前方面 |

※案内上ののりば番号は割り当てられていない。
備考
- かつて、駅舎内には駅事務室を利用した軽食喫茶「かくれんぼ」が併設されていた（現在は廃業）ほか、トイレは駅の裏手に男女共用の水洗式トイレが設置されていた（現在は撤去）。
- 2020年5月16日に、待合室の全面に平川市在住のアーティストのGOMAが描いていたアートが完成した[1]。

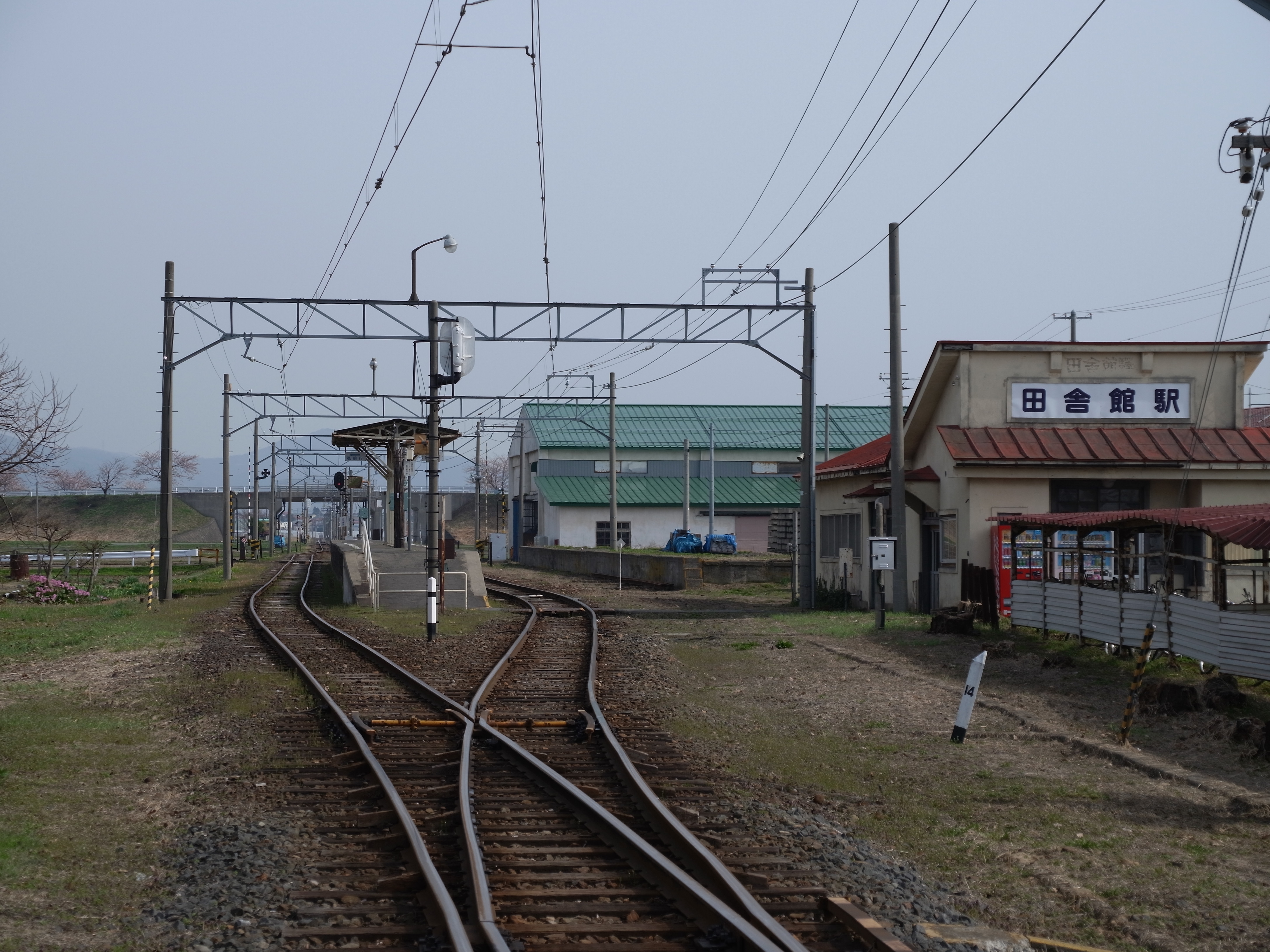
構内（2012年4月、踏切より）

## 利用状況
| 1日乗降人員推移 | 1日乗降人員推移 |
| 年度            | 1日平均人数     |
| --------------- | --------------- |
| 2011年          | 125             |
| 2012年          | 123             |
| 2013年          | 151             |
| 2014年          | 153             |
| 2015年          | 181             |
| 2016年          | 175             |
| 2017年          | 179             |

## 駅周辺
田舎館村中心部からは少し離れている。
- 青森県道268号弘前田舎館黒石線
- 弘南バス「高樋」停留所（黒石 - 弘前線）
- 国道102号
- 道の駅いなかだて※
- エフエムジャイゴウェーブ※
- 中央競馬場外馬券販売所「ウインズ津軽」※
  - ※印が付されている上記3施設については、隣の田んぼアート駅が最寄となる（ただし同駅は冬季休業）。

## 隣の駅
弘南鉄道
■弘南線
尾上高校前駅（KK 09） - *田んぼアート駅（KK 10） - 田舎館駅（KK 11） - 境松駅（KK 12）
*:田んぼアート駅は、一部列車が通年で通過する。また、冬季間は全列車が同駅を通過する。